# رنی، اوکراین
شهر رنی (به روسی: Рені) در استان اودسا در کشور اوکراین واقع شده‌است. جمعیت این شهر ۱۸,۰۱۱ نفر (۲۰۲۱ تخمینی) بوده است.

## نگارخانه

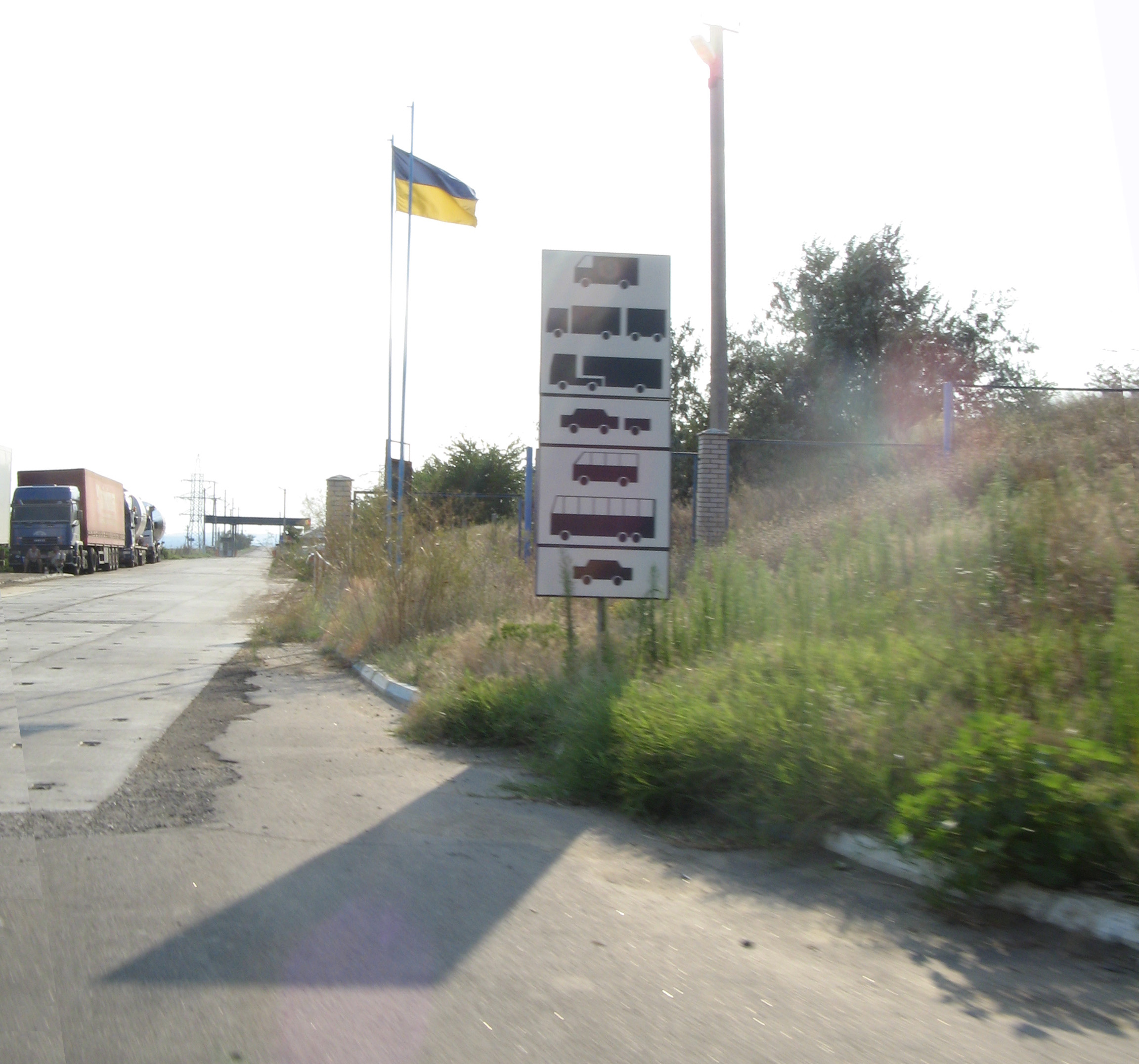